# Platymiscium jejunum
Platymiscium jejunum là một loài thực vật có hoa trong họ Đậu. Loài này được Klitgaard miêu tả khoa học đầu tiên năm 1999.